# 佩列尼鄉
46°18′N 27°37′E / 46.300°N 27.617°E
佩列尼鄉（羅馬尼亞語：Comuna Perieni, Vaslui），是羅馬尼亞的鄉份，位於該國東北部，由瓦斯盧伊縣負責管轄，面積62平方公里，海拔高度120米，2007年人口3,733，人口密度每平方公里60人。